# Rhytiphora gallus
Rhytiphora gallus là một loài bọ cánh cứng trong họ Cerambycidae.